# Яри, Боб
Боб Яри (англ. Bob Yari; род. 30 мая 1961, Иран) — ирано-американский кинопродюсер и кинорежиссёр.

## Биография
Вырос в Нью-Йорке, изучал кинематограф в Калифорнийском университете в Санта-Барбаре. Родился в еврейской семье в Иране. После иранской революции 1979 года семья переехала в США. Получил образование в сфере кинематографии и в 1989 году снял как режиссёр свой дебютный фильм «Mind Games» (киностудия MGM). Фильм не имел коммерческого успеха, и это заставило Боба Яри уйти из кинобизнеса. Впоследствии Яри заработал своё состояние на строительстве недвижимости.
В 2002 г. Яри вернулся в кинематограф в качестве продюсера. За четыре года работы он принял участие в продюсировании 25 фильмов, из которых наиболее ярким успехом стал фильм «Столкновение», получивший премию «Оскар» за лучший фильм на 78 церемонии вручения и собравший в прокате 93 миллиона долларов.

## Фильмы
- Что тебя не убивает — продюсер (2008)
- Мистификация — продюсер (2006)
- Разрисованная вуаль — продюсер (2006)
- Иллюзионист — продюсер (2006)
- Крупная ставка — Исполнительный продюсер (2006)
- Признайте меня виновным — исполнительный продюсер (2006)
- Мечта[англ.] — исполнительный продюсер (2005)
- Мой лучший любовник — исполнительный продюсер (2005)
- Вечеринка Дэйва Чепелла[англ.] (документальный фильм) — продюсер (2005)
- Проживая зиму[англ.] — исполнительный продюсер (2005)
- Беспредел в Лос-Анджелесе — исполнительный продюсер (2005)
- Заложник — продюсер (2005)
- Чамскраббер — исполнительный продюсер (2005)
- Дурная привычка — исполнительный продюсер (2005)
- Матадор — исполнительный продюсер (2005)
- Свихнувшиеся — исполнительный продюсер (2004)
- Гавань — продюсер (2004)
- Столкновение — продюсер (2004)
- Любовная лихорадка — продюсер (2004)
- Дом Ди — продюсер (2004)
- Законы привлекательности — исполнительный продюсер (2004)
- Агент Коди Бэнкс 2: Пункт назначения — Лондон — продюсер
- U-429: Подводная тюрьма — исполнительный продюсер (2004)
- Свидание моей мечты — продюсер (2004)
- Дьявольский остров — исполнительный продюсер (2003)
- Цветок красного папоротника[англ.] — продюсер (2003)
- Агент Коди Бэнкс — исполнительный продюсер (2003)
- Perfect Fit — продюсер